# Васил Чипов
Васил Чипов (на македонска литературна норма: Васил Чипов) е просветен деец от Социалистическа Република Македония.

## Биография
Васил Чипов е роден през 1926 гододина в село Пътеле, Леринско, Гърция. Завършва Учителски институт в Битоля и Философския факултет на университета „Св. св. Кирил и Методий“ в Скопие. След завършването на курса за учители в Битоля, в началото на 1945 година започва да преподава в село Бач, Битолско. По-късно учителства и в битолските села Сович и Новаци, а от 1951 година – в Скопие. От учебната 1965-1966 година до учебната 1981-1982 година Чипов е директор на Първа скопска гимназия, която през този период от време обновява сградния си фонд и се превръща в едно от елитните средни училища на Югославия. Все в същото време Васил Чипов е научен съработник в известния македонски „Институт за развитие на възпитанието и образованието“. Там взема участие в множество научно-педагогически симпозиуми със свои научноизследователски доклади и реферати. Двадесетина от тях са публикувани в македонския научно-педагогически печат. Освен в просветното дело на Република Македония, Васил Чипов има особен принос и в развитието на Съюза на дружествата за македонски език и литература. Членувал е в него от основаването му и два мандата е председател на неговия Изпълнителен съвет. Работил е в близко сътрудничество с известния македонист Блаже Конески, който в знак на почит към Васил Чипов публикува свое стихотворение със заглавие „Васил Чипов“.
Умира през 1987 година в Скопие.
Негови сродници са Пандо Чипов, Андрей Чипов (гръцки политик и революционер), Георги Добрентов – псевдоним на Георги Илиев Димитров, по баща Чипов (български журналист и писател, дългогодишен заместник главен редактор в БТА преди 1989 г.), Божидар Чипов (българин от Истанбул, бизнесмен, музикант и писател, настоятел на желязната църква „Свети Стефан“, известен с делата си срещу вселенския патриарх Вартоломей) и Владимир Луков – по баща Чипов (български поет).

## Награди
- Спомен-плакет на гр. Скопие;
- Орден на труда със сребърен венец;
- Орден на труда със златен венец.